# 林九炲
林九炲中華民國（台灣）政治人物，苗栗縣出生，現任銅鑼鄉代會副主席

## 爭議言論
批判中國人民素養
2013年9月9日至9月16日間，以地方民意代表身分出國，前往中國大陸東北三省考察，在考察報告內寫到關於中國人民的素質：「住的是高樓大廈，富麗堂皇，開的是雙B轎車，經濟起飛了，但人的素質還是很差，隨地吐痰，公共場所吞雲吐霧，馬路上到處都聽到喇叭聲，汽車不讓行人、不看號誌燈，人民欠缺守法的觀念，服務業也不是很熱忱，對客人愛理不理的，服務態度很差，可以用金玉其外敗絮其中來形容。」其言論引發中國網友爭論。
石虎爭議言論
2014年4月16日，在行政院環保署環評大會審查台13線三義外環道中發言：「主席，各位委員，我是銅鑼鄉公所農業課長退休的，現在擔任銅鑼鄉民代表會的副主席，也是土生土長的苗栗人，所以我對野生動物可以說是非常了解。台灣石虎在三義、銅鑼並不是瀕臨絕種的保育類動物，他的棲息地並不嚴苛。現在目前我們三義、銅鑼地區的石虎多到像野狗一樣多，一般的百姓都經常拿來打牙祭，假使各位委員想嘗嘗石虎的味道，向我說，我來負責。」
台灣石虎全台估計不到500隻，6成在苗栗，為國際、國內瀕臨絕種動物。

## 高票連任
雖是爭議人物，但苗栗縣民在2014年中華民國地方公職人員選舉中以第二高票當選為銅鑼鄉民代表。